# 克勞德縣 (堪薩斯州)
克勞德县（英語：Cloud County，簡稱CD）是美國堪薩斯州北部的一個縣。面積1,861平方公里。根據美國2000年人口普查，共有人口10,268人。縣治康科迪亞 （Concordia）。
成立於1860年2月27日，原名Shirley縣，1865年被撤，1866年重設，1867年2月26日改名。縣名紀念美墨戰爭、南北戰爭時期軍官威廉·F·克勞德 （William F. Cloud）。